# 田中清司
田中 清司（たなか きよし、1948年1月1日 - ）は、日本のドラマー、スタジオ・ミュージシャン。

## 人物・来歴
- 1963年、ジャニーズのバックバンド「ジャニーズ・ジュニア」のドラマーとなる。ジャズ喫茶などでもライブ活動を行った。
- 1968年4月、松木恒秀らと、5人組のGSバンド「ジュニア・ボーイズ」を結成し、「田中きよし」の芸名で渡辺プロダクションに所属。同年秋に東芝レコードからシングル『謎の瞳』でレコードデビューすると報じられたが、結局中止となった。1969年、バンド名を「ジュニア・ボーイズ」から「ジ・アルファ」に改名。更にその後メンバーを一人追加し、「グリーン・グラス」へと改名。1970年にシングル 『一人でいるよりあなたがいれば c/w ベイビー・アイ・ニード・ユー』 でレコードデビューを果たした。
- グリーン・グラスでの活動の傍ら、NHK『ステージ101』の専属バックバンド「リズム101」に、松木恒秀や武部秀明（元「アダムス」の千原秀明、愛称：チー坊、2002年没）らと共に参加。この時は、「田中清」の名で活動していた。番組の収録以外でも、番組関係のレコーディングやライブがある時にはバックバンドとして参加した。
- グリーン・グラス解散後は、1971年にジャニーズ時代の盟友・穂口雄右らと「ピープル」名義でシングルを1枚リリース。更に、松木恒秀や武部秀明らと共に結成した「稲垣次郎とソウル・メディア」や、武部や柳田ヒロらと結成した「サンズ・オブ・サン」でもレコードデビューを飾るなど、数々のバンド活動を経た後、スタジオ・ミュージシャンに転向。
- 1972年 - 1976年まで、筒美京平の第2期&第3期リズムセクションのメンバーを務める。
- 榊ひろと著『筒美京平ヒットストーリー 1967‐1998』には、筒美京平が用いたミュージシャンについて次のように書かれている。「ミュージシャンでは60年代からのジャズ系リズム・セクションを基盤としながらも、しだいにギターに水谷公生と矢島賢、キーボードの栗林稔、ベースの武部秀明、ドラムスの田中清司などを加えて、ロック／ソウル色の強いサウンドのトレンドに対応していく。従来のジャズ系プレイヤーとGSなどロック系コンボ出身の若手ミュージシャンとの世代交替は、73年頃までに完了しているものと思われる。」なお、ここでのジャズ系プレイヤーとは、石川晶／猪俣猛（ドラムス）、江藤勲／寺川正興（ベース）、杉本喜代志（ギター）、飯吉馨（ピアノなど）らのことである。
- 1972年には「赤い鳥」のレコーディング （『パーティー』）、「RCサクセション」のレコーディング （アルバム『楽しい夕べに』）、1973年には吉田拓郎のバックバンド（『LIVE'73』）、頭脳警察のレコーディング（『誕生』、『仮面劇のヒーローを告訴しろ』）に参加。また、「かぐや姫」や「風」の バックも担当する。
- 1974年6月、沢田研二のバックバンドでもあった「井上堯之バンド」に、原田裕臣の後任として参加。テレビドラマ『寺内貫太郎一家』や『傷だらけの天使』の音楽、また、沢田研二の様々な楽曲のレコーディングに参加した。1975年に鈴木二郎と交代し脱退。
- 1975年に、水谷公生（元「アウト・キャスト」や「アダムス」の水谷淳）、武部秀明、渋井博と共に、「Dig It」というバンドを結成、南こうせつのバックを務めた。こうせつの2ndアルバム『ねがい』の裏ジャケットには、彼らのフォトが使われている。
- 1975年のつま恋オールナイトコンサート（「吉田拓郎・かぐや姫 コンサート インつま恋」）に南こうせつ with 水谷バンドとして出演した。
- 1976年、TBSドラマ『いごこち満点』の音楽担当であり作曲家の東海林修の直接指導のもと、バンド「ショウジコーポレーション」名義でレコーディングを行った。
- 1977年、大野克夫や後藤次利らと共に、庄野真代のアルバム『ぱすてる331/3』や越路吹雪のアルバム『一寸おたずねします』などに参加した。
- 1980年に「井上堯之バンド」が解散したことで、新しく「大野克夫バンド」が誕生。田中もメンバーとして参加し、テレビドラマ『太陽にほえろ!』などの音楽を担当した。
- 1980年、萩原健一のツアーにバックバンド「DONJUAN ROCK'N ROLL BAND」として、原田裕臣と共にツインドラムで参加。1981年1月の最後の「日劇ウェスタンカーニバル」出演まで行動を共にした。
- 自身のレコーディングとしては、1980年頃に秋山一将、坂本龍一、後藤次利と4人で、『New York』というアルバムを出している[要出典]。
- 1985年7月27日に行われた「ONE LAST NIGHT IN つま恋」では、小室等、チト河内、柳田ヒロ、後藤次利と共に「新六文銭」として出演し、吉田拓郎のバックを務めた。
- 2004年8月7日に放送されたNHK総合『第36回 思い出のメロディー』に大野克夫バンドとして出演し、『太陽にほえろ！』『名探偵コナン』『傷だらけの天使』のテーマ曲をメドレーで演奏した。メンバーは大野克夫（ハモンドオルガン、ピアノ）、村岡建（サックス）、斎藤ノブ（パーカッション）、土方隆行（ギター）、樋沢達彦（ベース）、原田末秋（ギター）、田中清司（ドラム）。

## エピソード
- 後藤次利は、自分がスタジオの仕事を始めた20代前半の頃、田中清司は当時のスタジオナンバーワンと言ってよい位に引っ張りだこで、田中清司らロック畑第一世代のスタジオミュージシャンの活躍振りが譜面の苦手な自分にも力を与えてくれたと述べている[1]。
- 高橋伸之は、プロになる前にたまたま見に行った沢田研二のコンサートで当時井上堯之バンドのドラマーだった田中清司を見て、公演終了後に弟子入りを志願した[2]。
- 穂口雄右は、田中清司のプレイについて次のようにコメントしている。「田中清司の魅力は、何と言っても、人柄からくる暖かいプレーですね。テクニック的に優れたドラマーが無数にいることは、彼自身が充分に分かっていて、手数に勝る真摯なプレーで独特のサウンドを創ってくれました。ヒット作品に彼のドラムが多い理由だと思っています。」[3]
- 高橋幸宏は、スタジオ・ミュージシャンの頃、その日4本目くらいの仕事で、さすがに疲れ寝てしまったことがあった。気がついたら、「お疲れさまでしたあ」とギャラを渡された。それから数日後、先輩ドラマーであった田中から「幸宏、レコーディング中に寝ちゃ駄目だよ。おれ、あとで差し替えしたよ。」と言われてしまった。[4]
- タレントのせんだみつおは高校の同期生（ちなみに、穂口雄右とせんだは、中学の同期生だった）[5]。
- 尾崎紀世彦の代表曲「また逢う日まで」（1971年）では、曲のドラム演奏は猪俣猛が担当したが、冒頭のイントロの“ドン!”の部分のみ田中が演奏したことが後年、田中自身の証言により明らかにされている[6]。

## ジャニーズ時代の参加ユニット
- ジャニーズ・ジュニア

## ジュニア・ボーイズ （後の「ジ・アルファ」）
メンバー
- 田中きよし （ドラム）
- 松木恒秀 （ギター）
田中とは縁が深く、「リズム101」にも「ソウル・メディア」にも共に参加。その後は「松木恒秀バンド（松木恒秀グループ）」を結成したり、田中と同じくスタジオ・ミュージシャンとして活躍している。
- 清水保男 （ボーカル）
その後ソロ歌手に転向し、『あしたのジョー』、『K・O（ノック・アウト）』などをリリース。
- 伊澤俊司 （ギター）
解散後、「アオイスタジオ」にエンジニアとして入社。吉田拓郎のCMを録音中に「（株）ユイ音楽出版」にスカウトされ、同社「ユイ・ステージ・サービス」にてコンサートサウンドを手がける。1997年、分社化により独立。「（株）ゼロ・ディービー」を設立し、ローリング・ストーンズ、AC/DC、メタリカ、TOTO等の外国アーティストの日本公演や、現在では南こうせつ、松山千春、井上陽水らのコンサートサウンドを手掛けている。
- 長野由昭 （ベースギター）

## グリーン・グラス
メンバー
- 田中きよし （ドラム）
- 松木恒秀 （ギター）
- 清水保男 （ボーカル）
- 伊澤俊司 （ギター）
- 長野由昭 （ベースギター）
- 武田基嗣 （後に「青山一也」に改名して俳優に）

## ピープル
シングルを一枚レコーディングしただけで解散した。
メンバー
- 田中清司：ドラム／パーカッション
- 穂口雄右：オルガン／ピアノ
- 水谷公生：ギター／スライド・ギター／アコースティック・ギター／シタール
- 武部秀明（元「アダムス」の千原秀明）：ベース
- ラリー寿永：パーカッション／鐘
- 井上ゴロー：ゲストヴォイス（「ブッダ・ミート・ロック」）
- 杉原マイヤ：ゲストヴォイス（「ブッダ・ミート・ロック」）
- 柴田キョウ：ゲストヴォイス（「ブッダ・ミート・ロック」）
- 戸村アケミ：ゲストヴォイス（「ブッダ・ミート・ロック」）

ディスコグラフィ
- 「ブッダ・ミート・ロック」（1971年、シングル）

## Rose Cult
ニコニコチャンネルで半田健人による「半田倶楽部」において結成されたバンド。
メンバー
- 田中清司：ドラムス
- 半田健人：ヴォーカル／ベース
- Jun DogGod：ギター

## 主な参加作品
クレジット等で判明している分であり、膨大な参加作品の中のごく一部。

### 一般作品
- あおい輝彦
  - 『ラブ・ユー・アゲイン』 - 山木秀夫、渡嘉敷祐一との連名クレジット。
- 赤い鳥
  - 『パーティー』
- アグネス・チャン
  - 『フラワー・コンサート』 - ライブ・アルバム。
  - 『あなたとわたしのコンサート』 - 林立夫、高橋幸宏との連名クレジット。
  - 『はじめまして青春』 - 島村英二との連名クレジット。
- 浅野ゆう子
- 東寿明
  - 『バニシング・ポイント』 - シングル。林立夫との連名クレジット。
  - 『アスファルト・モーニング』 - 林立夫との連名クレジット。
- アトリエ
  - 『画譜』
- 天地真理
  - 「木枯らしの舗道」[7]
  - 『天地真理 オン・ステージ』 - ライブ・アルバム。
- RCサクセション
  - 『楽しい夕に』
- 生田敬太郎
  - 『夢は戻り続く』 - 少なくとも「途中下車」を担当。
- 池田典代
  - 『Dream in the street』 - 「アディオス」「サマーオレンジ」「恋のジャイロ」を担当。
- 石坂真砂
  - 『あぁ、対馬丸』
- 石橋和子
  - 『ノラが扉をあけるとき』 - 林立夫、山木秀夫との連名クレジット。
- イースタン・ギャング
  - 『フラッシャー』 - 渡嘉敷祐一、市原康との連名クレジット。
- 泉洋次
  - 『ハーダー・ウィ・ゴー』 - 山木秀夫との連名クレジット。
- 市川秀男
  - 『Rock Joy in Piano』 - 単独クレジット。
- 五木ひろし
  - 「長良川艶歌」[8]
- 五輪真弓
  - 『Mayumity - うつろな愛』 - 「なんて素敵な日」「うつろな愛」「青い月の下で」を担当。
- 伊東ゆかり
  - 『愛する嘘を知ってますか。』 - おそらく「Room No.1929」「都会のリズム」「情夫」を担当。
- 井上大輔
  - 『DAISUKE』 - 少なくとも「Little Tiger」を担当。
- 井上陽水
  - 『陽水II センチメンタル』 - 単独クレジット。
  - 『陽水ライヴ もどり道』
  - 『あやしい夜をまって』 - 「ジェラシー」「海はどうだ」を担当。
- 岩崎宏美
  - 『ファンタジー』 - 単独クレジット。ただし、表題曲の「ファンタジー」については2006年に発売された村上秀一の自選作品集『うたポン』（VICP-63503）にも収録されている。詳細は不明。
  - 「聖母たちのララバイ」[8]
- 岩崎良美
  - 『心のアトリエ』 - 「あの時・・・」「SINGIN' RINGIN'」を担当。
- うらべまさみ
  - 『悲しみよ ちょっと どいてちょうだい』
- 遠藤響子（遠藤京子）
  - 『オペレッタ』 - 岡本敦夫、中村秀樹、林立夫、山木秀夫との連名クレジット。
- 大貫妙子
  - 『ミニヨン』 - 「横顔」「風のオルガン」を担当。
- 大野克夫
  - 『Free Ways-Katsuo Ohno Solo 1』
- 大野雄二
  - 『COSMOS』
- 大橋純子
  - 『ペイパー・ムーン』 - 「白い午後」「ひきしお」を担当。
- 岡田奈々
  - 『クリーム・ソーダ』 - 森谷順との連名クレジット。
- かぐや姫
  - 『はじめまして』
  - 『かぐや姫さあど』 - チト河内との連名クレジット。
  - 『かぐや姫フォーエバー』
- 柏木玲子
  - 『パルス・イン・R』 - 単独クレジット。
- 風
  - 『風ファーストアルバム』 - 林立夫、森谷順との連名クレジット。
- 金井夕子
  - 『invitation』 - 「ラスト ワルツ イン ブルー」「Loving You」を担当。
  - 『CHINA ROSE』 - 「オリエンタル ムーン」「A BOY FROM ANDES」「DISCO TANGO」を担当。
- ガロ
  - 『GARO4』 - 「君の肖像」「憶えているかい」を担当。
- 川村ゆうこ
  - 『愛は君に姿を変えて』 - 単独クレジット。
- かんのまさとし
  - 『ユートピアはこれからさ』
- 来生たかお
  - 『Sparkle』 - 「Much more...」（2バージョン収録）「メモリー・メロディー」「夢の肌」「Good luck my girl」を担当。
  - 『夢の途中』 - 「恋ひとつ」「Friendly Pop」「夢の途中（セーラー服と機関銃）」を担当。
  - 『遊歩道』 - 「蟠り」「スロー ナイト」を担当。
- 北島三郎
  - 「北の漁場」[9]
- 木之内みどり
  - 『グッドフィーリング』 - シングル。単独クレジット。
  - 『ジュ・テーム』 - 少なくとも「悲しい夢」「愛は風に乗って」を担当。
- キャンディーズ - キャンディーズの楽曲を多く手がけた穂口雄右は前期のほとんどの曲でギター：水谷公生、ベース：武部秀明、ドラム：田中清司を使っていた。[10]
  - 「年下の男の子」[10]
  - 「内気なあいつ」 - 村上秀一とのダブルドラム。[10]
  - 「その気にさせないで」[10]
  - 「春一番」[11]
  - 「夏が来た!」[12]
- 桐ヶ谷俊博
  - 『秋・あなたに』 - 林立夫との連名クレジット。
- グリーン・グラス
- 越路吹雪
  - 『一寸おたずねします』 - 単独クレジット。
- ゴダイゴ
  - 「アフター・ザ・レイン」
- 斉藤哲夫
  - 『君は英雄なんかじゃない』
- 佐井好子
  - 『二十才になれば』 - シングル。単独クレジット。
  - 『万華鏡』 - 単独クレジット。
  - 『密航』
- 堺正章
  - 「サイケなハート」 - シングル『忘れもの』のカップリング曲。フジテレビ・関西テレビ系ドラマ『無理な恋愛』挿入歌。
- 佐々木好
  - 『暖〜だんだん〜暖』 - 林立夫、上原裕、島村英二との連名クレジット。
- サリナ・ジョーンズ
  - 『愛のバラード』
- 沢田研二
  - 「危険なふたり」[9]
  - 『JEWEL JULIE 追憶』 - 単独クレジット。
  - 『炎の肖像』 - 映像作品。
  - 『時の過ぎゆくままに』 - シングル。
  - 『いくつかの場面』 - 「時の過ぎゆくままに」「燃えつきた二人」「めぐり逢う日のために」「黄昏のなかで」を担当。
  - 『チャコール・グレイの肖像』 - 鈴木二郎との連名クレジット。
  - 『憎みきれないろくでなし』 - シングル。単独クレジット。
  - 『思いきり気障な人生』 - 単独クレジット。
  - 『LOVE 〜愛とは不幸をおそれないこと〜』
- 沢田研二＆井上堯之バンド
  - 『1974 One Step Festival』[9]
- 沢チエ
  - 『23（TWENTY-THREE YEARS OLD）』 - 「23才（23 Years Old）」「恋人たちの夜（Lover's Evening）」を担当。
- サンズ・オブ・サン
  - 『海賊キッドの冒険』
- 渋谷祐子
  - 『POP LADY II』 - 「今夜だけ恋人」「熱い風」「自由になりましょう」「フライング・ジェット」「夕日」を担当。
- 島倉千代子
  - 「人生いろいろ」[13]
- 下田逸郎
  - 『遺言歌』
- ジュディ・オング
  - 「魅せられて」[8]
- 庄野真代
  - 『るなぱあく』 - 高橋幸宏との連名クレジット。
  - 『ぱすてる33 1/3』 - 林立夫、島村英二、Robert Brillとの連名クレジット。
- すぎやまこういち
  - 『オーディオ交響曲』
- 鈴木キサブロー
  - 『レター』
- STAGE101
  - 『ぼくら青春の日々』 - 「春夏秋冬」「地下鉄にのって」「おきざりにした悲しみは」「れんげ草」「少女」「旅の宿」を担当。
- 頭脳警察
  - 『誕生』
  - 『仮面劇のヒーローを告訴しろ』
- セイル・アウェイ
  - 『SWEET SWEAT』
- 世良公則&ツイスト
  - 『Hip!!』[14]
- 千昌夫
  - 「北国の春」[15]
- 高木麻早
  - 『ライヴ』 - ライブ・アルバム。
- 多岐川裕美
  - 『小夜』 - 林立夫、村上秀一との連名クレジット。
- タケカワユキヒデ
  - 『走り去るロマン』
  - 『レナ』 - 少なくとも「AFTER THE LAIN」を担当。
- チェリッシュ
  - 「てんとう虫のサンバ」[8]
- 筒美京平
  - 『電子音楽イン・ジャパン HIT MACHINE 筒美京平の世界』
- 寺内タケシ
  - 『Terry My Life』
  - 『華麗なる寺内タケシの世界』
- 寺田十三夫
  - 『雨上がりの街』 - チト河内との連名クレジット。
- Dr.K Project
  - 『Feed Back』
- 長渕剛
  - 『SUPER LIVE IN 西武球場』 - 単独クレジット。
  - 『HOLD YOUR LAST CHANCE』
  - 『HUNGRY』 - 単独クレジット。
- 中村章三
  - 『あれから君は』 - 森谷順、武田光司との連名クレジット。
- ザ・ナターシャー・セブン
  - 『107 SONG BOOK Vol.5 春を待つ少女。オリジナル・ソング編』 - 少なくとも「春を待つ少女」「街」「君かげ草」「夏休み」を担当。
- 成田賢
  - 『汚れた街にいても』
- 仁井まさお
  - 『回帰線』
- 西田佐知子
  - 『いつもの午後』 - 林立夫、つのだひろ、村上秀一、武末充敏との連名クレジット。
- 野口五郎
  - 『GORO IN SUN PLAZA 野口五郎秋の五大都市コンサート 〜針葉樹〜』 - ライブ・アルバム（カセット）。単独クレジット。
  - 『GORO IN NISSEI THEATRE / 日生劇場特別リサイタル』 - ライブ・アルバム。単独クレジット。
  - 『GORO IN SUN PLAZA 野口五郎六大都市コンサート』 - ライブ・アルバム（カセット）。単独クレジット。
  - 『GORO IN NISSEI THEATRE / '78日生劇場特別リサイタル』 - ライブ・アルバム。単独クレジット。
  - 『HOT SUMMER LIVE '79 熱い夏を撃て!』 - ライブ・アルバム。
- 能瀬慶子
  - 『ほほえみプレリュード』 - 森谷順、林立夫との連名クレジット。
- ハイ・ファイ・セット
  - 『QUARTER REST』 - 「微笑の翳り」「五月になったら」を担当。
- 華盛開
  - 『夢やくそく』
- 林哲司
  - 『バックミラー』 - 「追憶」を担当。
- 原マスミ
  - 『イマジネイション通信』
- 日暮し
  - 『日暮し』 - 「春が来たら」「名も知らぬ街角」「清ちゃんの歌」「見知らぬ国へ」「弱虫」を担当。
- ピープル
- 兵藤未来
  - 『兵藤未来』 - 村上秀一、渡嘉敷祐一との連名クレジット。
- ビリーバンバン
  - 『TWO WAY STREET』 - 石川晶、高橋幸宏との連名クレジット。
- ふきのとう
  - 『ふたり乗りの電車』 - 村上秀一、島村英二との連名クレジット。
  - 『人生・春・横断』 - 島村英二、松本亮との連名クレジット。
- 布施明
  - 『シクラメンのかほりから』 - 村上秀一との連名クレジット。
- WHY
  - 『WHY』
- 細川たかし
  - 「北酒場」[8]
  - 「矢切の渡し」[8]
- 三木聖子
  - 『聖子』 - 少なくとも「明日になれば」「まちぶせ」「恋のスタジアム」「ホロスコープ」を担当。
- 水越けいこ
  - 『LADY』 - 林立夫、見砂和照、古田たかし、森谷順、島村英二との連名クレジット。
- 美空ひばり[13]
- 南こうせつ
  - 『かえり道』 - 「幼い日に」を担当。
  - 『GOOD VIBRATION Mr.Kohsetsu in 武道館』
- 森進一
  - 「襟裳岬」[8]
- 森山良子
  - 『旅立ち〜RYOKO NOW』 - 原田裕臣、つのだひろ、チト河内、石川晶との連名クレジット。
  - 『日付けのないカレンダー』 - 「子供たちに教えなさい」「バス通り裏」「いじっぱりな雨」「待宵草」を担当。
  - 『ハートの10』 - 少なくとも「波」「かぼちゃ畑の魔女」を担当。
- 矢沢永吉
  - 『A Day』 - 単独クレジット。
  - 『THE STAR IN HIBIYA』 - ライブアルバム及び映像作品がある。映像作品の方は高橋幸宏との連名クレジットになっている模様。
  - 『ドアを開けろ』 - 高橋幸宏との連名クレジット。
  - 『KAVACH』 - 滝本季延、Masaharu Omoriとの連名クレジット。
  - 『RISING SUN』 - Robert Brillとの連名クレジット。
- 八代亜紀
  - 「雨の慕情」[8]
- 安間龍八郎
  - 『春のたより』 - 12曲のうち4曲担当しているが、「風まかせ」「朝」「魔法使い」と、あと一つはおそらく「雪の季節」だと思われる。
- 柳田ヒロ
  - 『七才の老人天国』 - 「真夜中の殺人劇」「夢幻」「高層ビル42F」「憂うつ」を担当。
- 山口百恵
  - 『百恵白書』
  - 「いい日旅立ち」[13]
  - 『A Face in a Vision』 - 「悲しきドラマー・マン」を担当。
  - 「プレイバックPart2」[8]
- 山田パンダ
  - 『ラヴリィ・ハット・ショップ』 - 村上秀一、森谷順との連名クレジット。
- 山本リンダ
  - 「どうにもとまらない」[8]
- 吉田拓郎
  - 『たくろうLIVE'73』 - ライブ・アルバム。単独クレジット[16]。
  - 『となりの町のお嬢さん』 - シングル。単独クレジット（パーカッションも）。
- 渡辺真知子
- 渡辺美里
  - 『Spirits』 - 少なくとも「グッときれいになりましょう」を担当。

### 劇伴
- 『悪魔のようなあいつ』
- 『傷だらけの天使』
- 『ザ・コクピット（ラジオドラマ）』 - 単独クレジット。
- 『前略おふくろ様』[9]
- 『太陽にほえろ!』 - テーマ曲など番組初期にレコーディングされたものは原田裕臣が担当している。
- 『寺内貫太郎一家』 - 1（放送期間：1974年1月16日 - 1974年10月9日）のテーマ曲は原田裕臣が担当している。サウンドトラック盤に田中清司の名前が記載されているので、2（放送期間：1975年4月16日 - 1975年11月9日）も含めたどこかで原田裕臣から田中清司に交代したと思われる。
- 『伝説巨神イデオン』
- 『名探偵コナン』
- 『ルパン三世 (TV第2シリーズ)』 - サウンドトラック盤のクレジットに市原康との連名で記載されている。詳細は不明。

### 自己名義やドラムがフィーチャーされた作品
- 『歌謡ヒット・ポップス・ベスト28』 - ユニオン・オール・スターズ、石松元、田中清司。LP2枚組、品番：CJP-1048〜9。
- 『DRUM AND DRUM』 - 田畑貞一、中村敬幸、田中清司。品番：SL-1336。
- 『ドラム＆ビッグ・ヒット歌謡28』 - ユニオン・オールスターズ、田中清司。LP2枚組、品番：CJP-1090〜1。
- 『ドラム！ドラム！ドラム天国』 - ジミー竹内、ジョージ川口、石川晶、猪俣猛、田畑貞一、日野元彦、田中清司、岡山和義、原田イサム、白木秀雄。CD6枚組、品番：TFC1741〜1746。
- 『ニュー・ハード ビッグ・バンド・ロックの真髄』 - 宮間利之とニューハード＋田中清司とそのグループ。
- 『ヒット・ポップスによるダイナミック・ドラム大全集』 - 鈴木邦彦＆ヴィーナス、石松元、田中清司。LP2枚組、品番：おそらくCJP-1646。
- 『PRESS OUT 301 ドラム・ビート・ドラム 雨のエアポート』 - 田中清司（ドラム）、宮川泰とルーパス（演奏）、宮川泰（編曲）。品番：JSP-1024。
- 『ベスト・オブ・ドラム・サウンズ』 - 田畑貞一、ジミー竹内、日野元彦、石川晶、石松元、田中清司、岡崎和義、猪俣猛ら。LP2枚組 品番：CJP-1165〜6。
- 『4大ドラマー ロック・ドラム・バトル』 - 猪俣猛、石川晶、田畑貞一、田中清司。品番：CDX-2501。
- 『ロック・ドラム入門』 - 田中清司（ドラム）、水谷公生（ギター）、武部秀明（ベース）、飯芳馨（キーボード）、栗林稔（キーボード）。How To Rock シリーズ Vol.1。

### その他
企画物など。
- 『シンフォニック・ビートルズ』 - 指揮：福村芳一、演奏：京都市交響楽団、栗林稔（ピアノ）、水谷公生（ギター）、武部秀明（ベース）、田中清司（ドラム）、青木望（シンセサイザー）
- 『NEW YORK』 - 「ニューヨーク・サブウェイ」（林立夫と連名）「ヒム・トゥ・スタッフ」（渡嘉敷祐一と連名）「マンハッタン・サンライズ」を担当。秋山一将、大村憲司、鈴木茂、竹田和夫、松木恒秀、松原正樹、水谷公生、矢島賢らが参加した企画物。
- 『横溝正史の世界 金田一耕助の冒険』 - 「仮面舞踏会」を担当。